# 平城宮

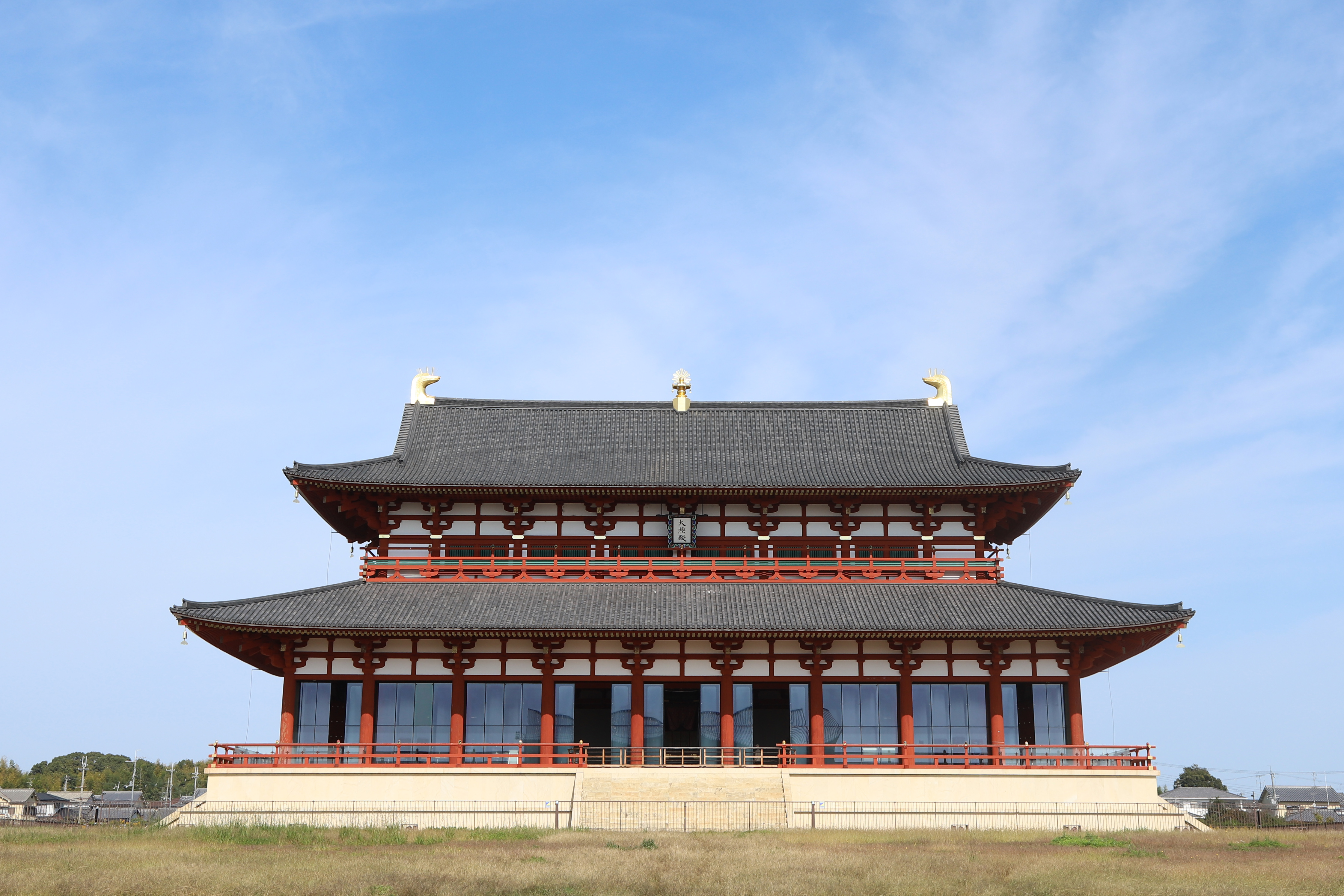
復元された第一次大極殿

平城宮（へいじょうきゅう、へいぜいきゅう）は、平城京の大内裏。1998年（平成10年）12月、「古都奈良の文化財」として東大寺などと共に世界遺産に登録された（考古遺跡としては日本初）。
座標: 北緯34度41分26.5秒 東経135度47分39.5秒 / 北緯34.690694度 東経135.794306度

## 歴史

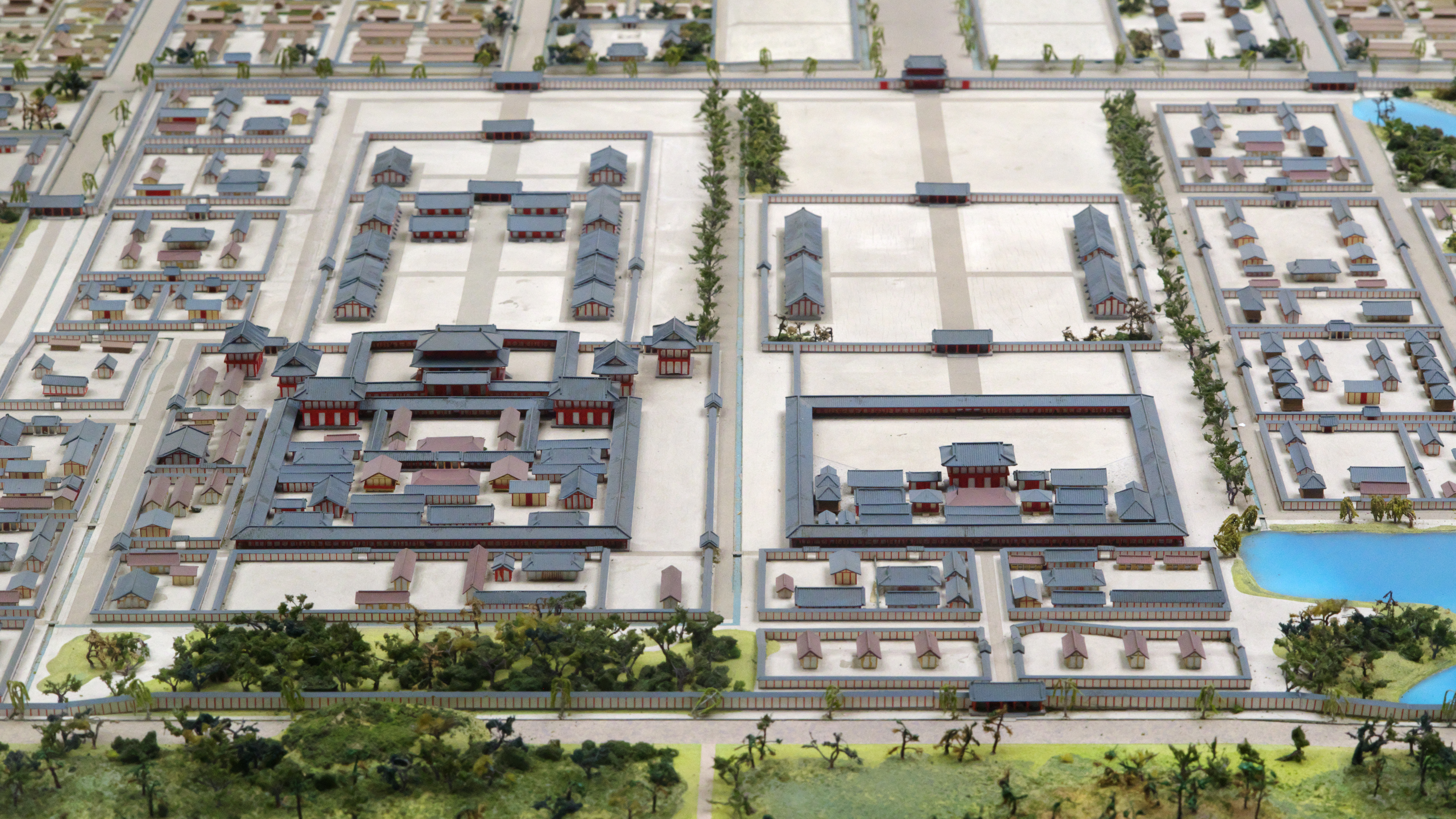
平城宮主要部の模型（奈良市役所所蔵平城京1/1000模型の一部）
北側から見る

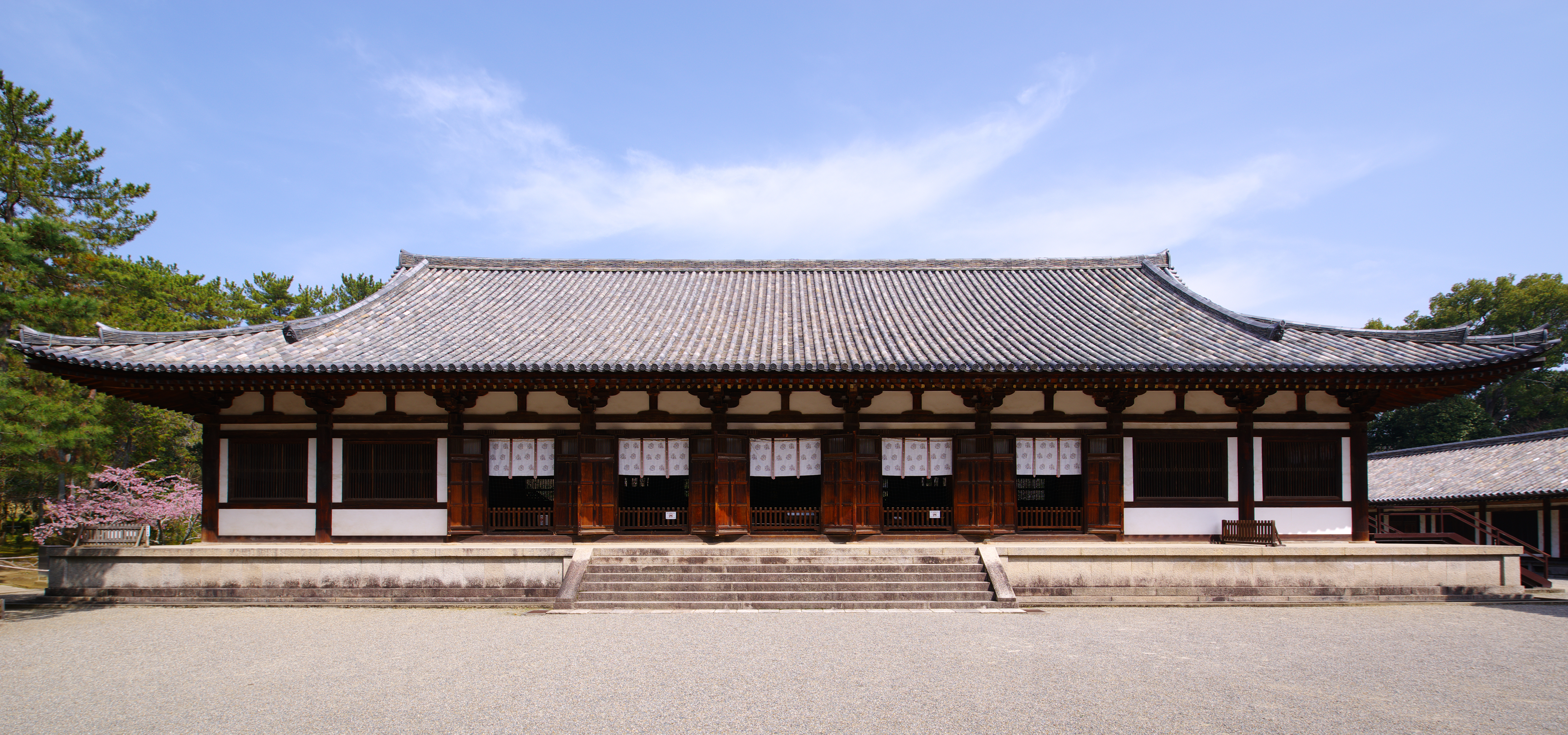
平城宮唯一の建築遺構である唐招提寺講堂

平城京の北端に置かれ、天皇の住まいである内裏すなわち内廷と、儀式を行う朝堂院、役人が執務を行う官衙のいわゆる外朝から成り、約120ヘクタールを占めていた。周囲は5メートル程度の大垣が張り巡らされ、朱雀門を始め豪族の姓氏に因んだ12の門が設置され、役人等はそれらの門より出入りした。東端には東院庭園がおかれ、宴等が催された。この東院庭園は今日の日本庭園の原型とされている。
ただし、平城京に都が置かれていた70年余りの間に何度か大規模な改築が実施されており、その間に平城宮内部の構造も変化している部分もあったが、そのことが後世の研究家に認識されることは少なく、実際に本格的な発掘が実施されるまで誤った推定が行われる遠因となった。
784年（延暦3年）に長岡京に遷都され、その後平城上皇が大極殿（第一次）跡地に新しい宮（平城西宮）を造営して居住したこともあったが、やがて平安京が都としての地位を確定すると放置され、しだいに農地となっていった。
1852年（嘉永5年）、奉行所の役人であった北浦定政が『平城宮大内裏跡坪割之図』を著し、平城京の跡地を推定した。明治時代に建築史家、関野貞が田圃の中にある小高い芝地が大極殿（第二次）の基壇である事を発見、1907年（明治40年）に『平城京及大内裏考』を奈良新聞に発表した。ただし、関野の研究は大極殿（第一次）の恭仁京への移転を含む平城宮の度重なる改築の事実を認識できず大極殿（第一次）を内裏の遺構と誤認したこと、中宮（中宮院とも、聖武・淳仁天皇の御在所）を無条件で内裏の別称と解したこと、内裏位置の誤認のために実際の内裏区域に対してはほとんど関心を払わなかったことなど、今日からみれば問題となる部分を含んでいた。
この研究記事がきっかけとなり、棚田嘉十郎・溝辺文四郎らが中心となり平城宮跡の保存の運動が起こった。1921年（大正10年）には、平城宮跡の中心部分が民間の寄金によって買い取られ、国に寄付された。その後、「平城宮跡」は1922年（大正11年）に国の史跡に指定された（後に特別史跡）。この時、上田三平を中心として発掘作業が実施されて大極殿（第二次）の北方（すなわち実際の内裏区域）にも遺構があることを確認した。ただし、上田もこれが内裏の一部であるとする認識には至らなかった。1928年（昭和3年）にも岸熊吉の発掘調査で今日内裏の東大溝として知られている部分を発見しているが、岸も内裏との関連性に気付くことはなかった。
大規模な発掘調査はその後、1953年（昭和28年）・1955年（昭和30年）に実施したが、内裏に関する関野説の誤りを指摘して正確な内裏の跡地の推定をしたのは、1960年（昭和35年）の奈良国立文化財研究所の発掘調査に参加した工藤圭章であった。戦後に「址」（し・あと）が常用漢字外であるため「平城宮跡」と書かれるようになる。1960年代に近鉄電車の検車庫問題と国道建設問題に対する二度の国民的保存運動が起こった。現在は、ほぼ本来の平城宮跡地が指定され保存されている。
なお、唐招提寺の講堂（国宝）は平城宮朝堂院にあった建物の一つである東朝集殿を移築したものである。切妻屋根を入母屋にしたり、鎌倉時代の様式で改造されている箇所もあるが、平城宮唯一の建築遺構として貴重である。
また2015年度（平成27年度）には、平安京大内裏の豊楽院での発掘調査によって豊楽殿（豊楽院中心施設）の規模が平城宮第2次大極殿と一致することが判明しており、第2次大極殿は平安京へ移築された説が生じている。
2025年現在、奈良県は第一次大極殿院を木造復元する計画や平城宮跡を貫く近鉄奈良線の移設を2041年に着工し2060年完成を目指す計画が有る。

## 文化財

### 国宝
- 平城宮跡出土木簡 3184点（古文書） - 2017年（平成29年）9月15日指定、奈良文化財研究所保管。
2017年（平成29年）9月15日付けで、既指定の重要文化財4件（下記(a) - (d)）を統合し、これに未指定の木簡309点（平城宮跡内の5地点から出土したもの[7]）を追加指定のうえ、「平城宮跡出土木簡 3184点」の名称であらためて国宝に指定した[8][9]。
(a)「平城宮跡大膳職推定地出土木簡 39点」 - 2003年（平成15年）5月29日、重要文化財指定。
(b)「平城宮跡内裏北外郭官衙出土木簡 1785点」 - 2007年（平成19年）6月8日、重要文化財指定。
(c)「平城宮跡内膳司推定地出土木簡 483点」 - 2010年（平成22年）6月29日、重要文化財指定。
(d)「平城宮跡造酒司出土木簡 568点」 - 2015年（平成27年）9月4日、重要文化財指定。

### 国の特別史跡
- 平城宮跡
1922年（大正11年）10月12日、国の史跡に指定[10]。
1936年（昭和11年）7月14日、史跡範囲の追加指定[10]。
1952年（昭和27年）3月29日、国の特別史跡に指定[10]。
1965年（昭和40年）6月14日・1970年（昭和45年）5月11日・1979年（昭和54年）11月24日・1991年（平成3年）6月10日、史跡範囲の追加指定[10]。

### 国の特別名勝
- 平城宮東院庭園
  - 2009年（平成21年）7月23日、国の名勝に指定[11]。
  - 2010年（平成22年）8月5日、国の特別名勝に指定[11]。

### 関連文化財
- 奈良山瓦窯跡 - 国の史跡。平城宮の瓦の供給窯[12]。

## 整備計画

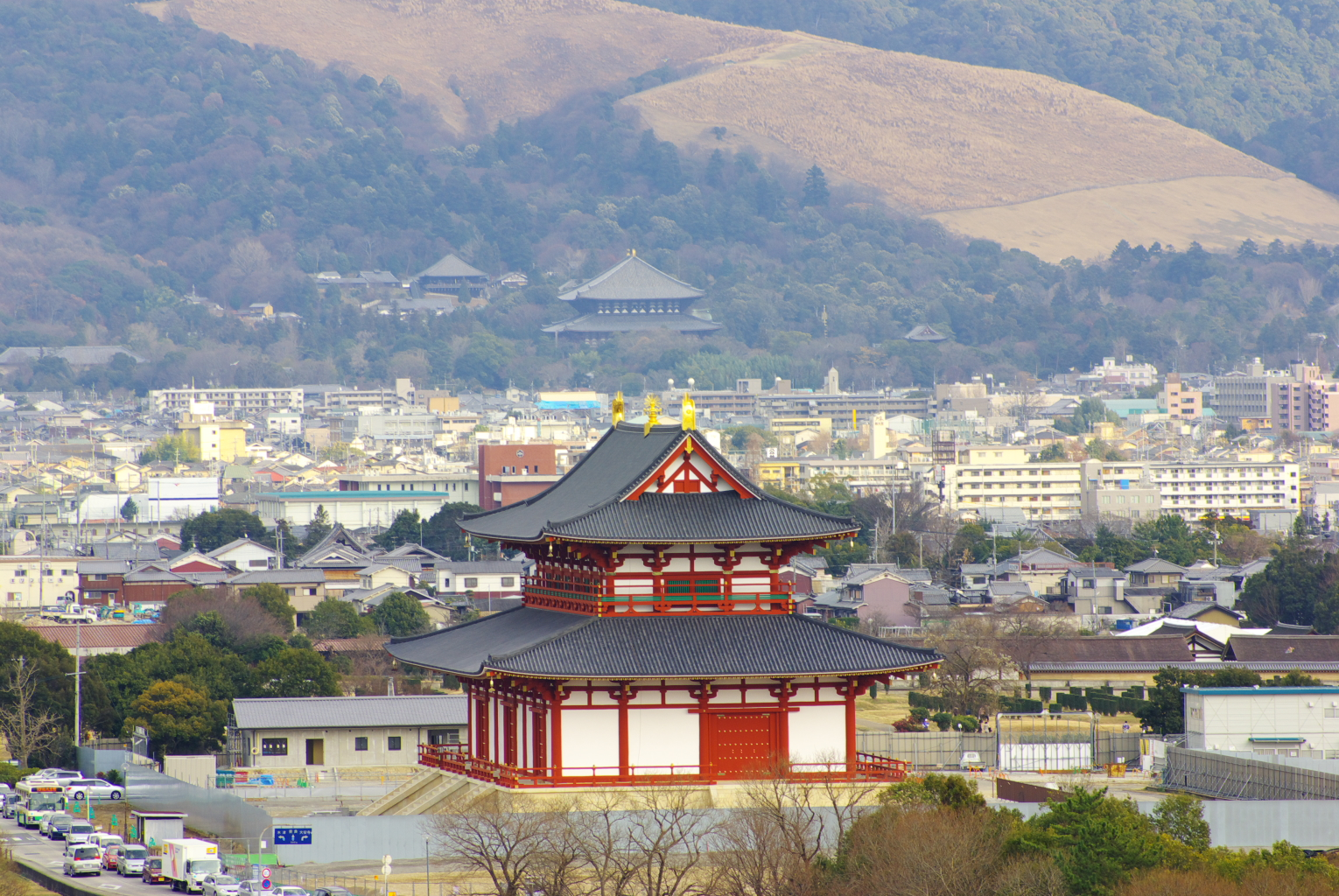
復元工事中の第1次大極殿（写真中央）。背後に東大寺大仏殿や若草山がみえる（2010年1月）

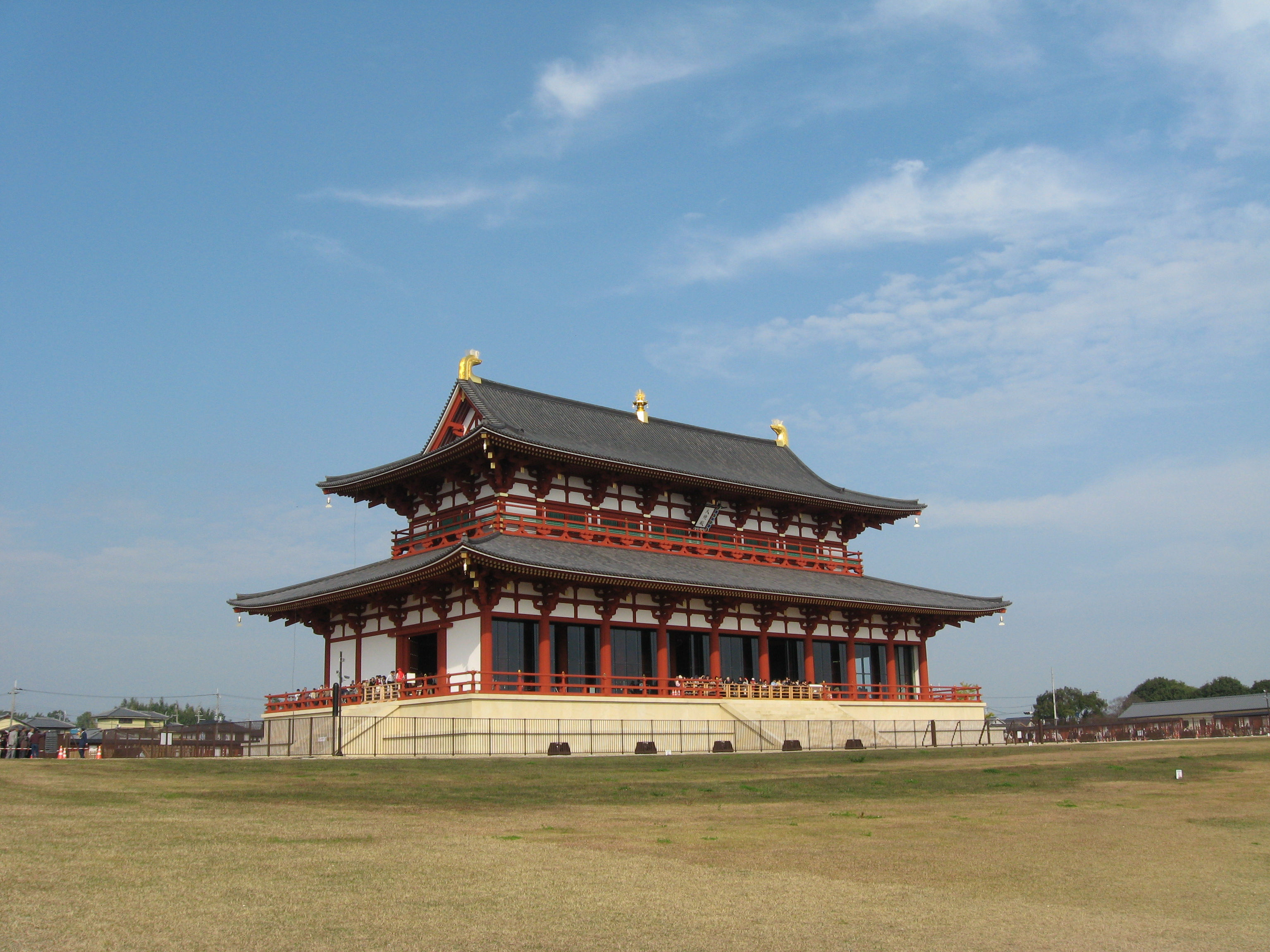
復元された第一次大極殿

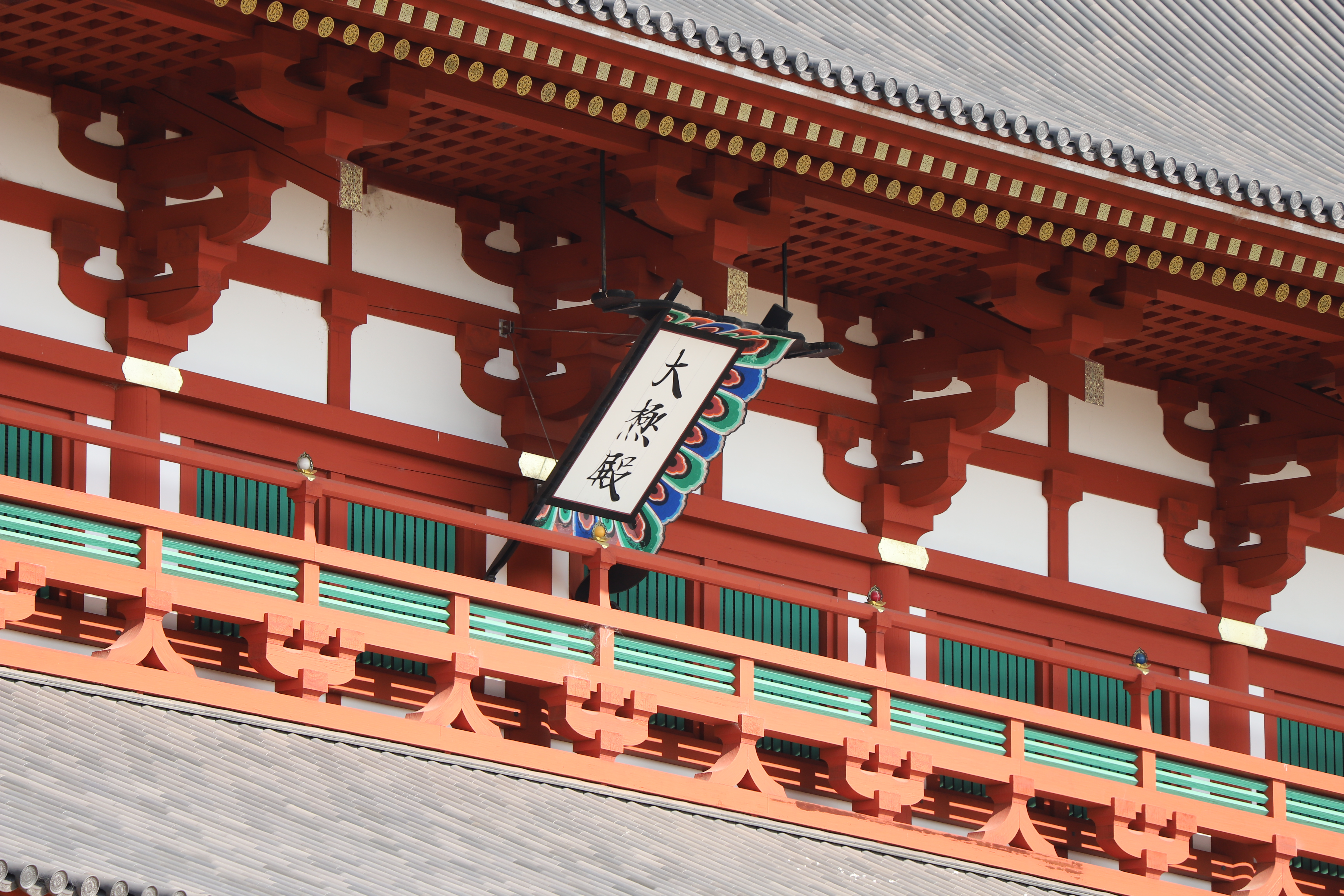
復元された第一次大極殿の扁額

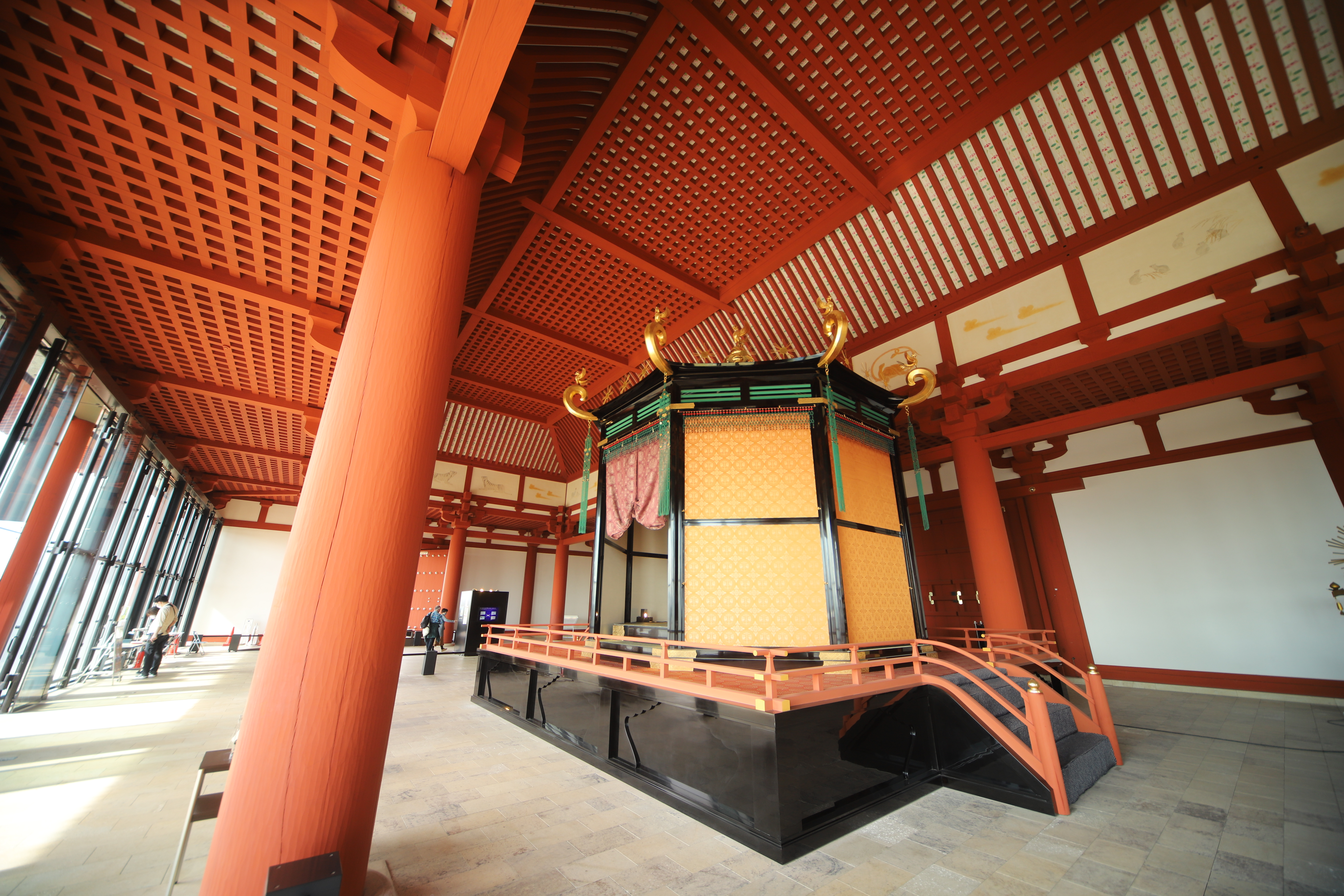
復元された第一次大極殿の内部

文化庁による「特別史跡平城宮跡保存整備基本構想」に基づき、遺跡の整備・建造物の復元を進めている。費用は全額国費で行われる。既に第一次大極殿（2010年竣工）・朱雀門（1998年竣工）・宮内省地区・東院庭園地区の復元（2001年）が完了している。
2010年（平成22年）4月23日、第一次大極殿の完成記念式典が行われ皇太子徳仁親王が出席し、旧暦の3月10日に当たるこの日は、1300年前の710年（和銅3年）、元明天皇が藤原京から平城京に遷都した日である。
また、国営公園化が決定しており国土交通省主管で、敷地内を横切る近鉄奈良線と奈良県道104号谷田奈良線（一条条間大路）の移設が検討されている。奈良県道104号谷田奈良線の移設には周辺地域の住居立ち退きが必要であり、近鉄奈良線については新大宮駅も含めて大宮通りに移設し地下化することが検討されている。2017年（平成29年）、移設に向けての協定が結ばれた。
なお、整備計画区域内の朱雀門南西側には、かつて積水化学工業の奈良工場があった。工場の敷地の一部が朱雀大路跡地に掛かっている為、奈良市が約24億円を投じて移転用地を確保したものの、2000年（平成12年）1月に同社から業績の悪化を理由に移転断念の申し入れがあり、一旦は移転を断念した。しかし、2012年（平成24年）に合意がまとまり、工場は2014年（平成26年）中に大和郡山市へ移転。跡地は交通ターミナルになっている。

### 特別史跡、世界遺産と規制
特別史跡としての整備事業は奈良文化財研究所（1965-2000 (昭和40-平成12) 年度）、文化庁文化財部記念物課（2001年度-）が直轄で実施し、国営公園の整備は国土交通省が行う。国営公園内にある平城宮跡は世界遺産「古都奈良の文化財」の構成資産であるため、大規模な復原または新規工事等の現状変更に当たって、文化財保護法の規制に加えて世界遺産委員会から手続き等を求められる。文化庁の指摘によると、特別史跡管理団体である奈良県が平城宮跡の今後の保存管理を行う上で「特別史跡平城宮跡保存管理計画」を策定することが急務とされた。
2007年度までに文化庁文化財部記念物課が直轄で国有化した土地109ヘクタールは当面国有化すべき土地の約98%であって、特別史跡の指定地約131ヘクタールの約83%を含む。当初、国営公園は平城宮跡南方の史跡「平城京朱雀大路跡」及びその周囲の未指定地を加えた約120ヘクタールうちおよそ70ヘクタールを国営公園事業で整備すると想定され、また特別史跡指定地内にある佐紀町集落、東部の法華寺町集落等を除外している。

## 平城宮跡歴史公園

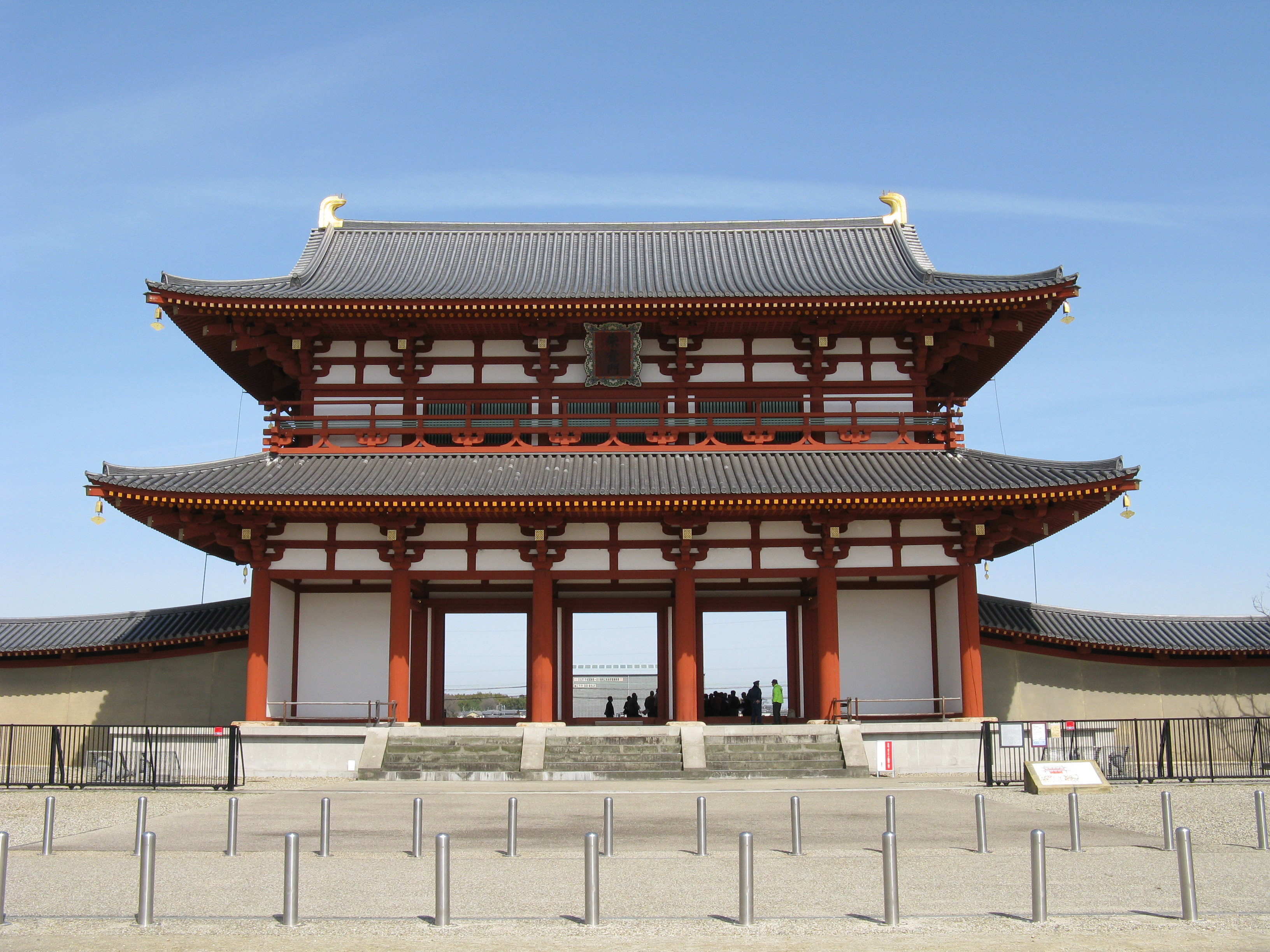
朱雀門（木造復元）

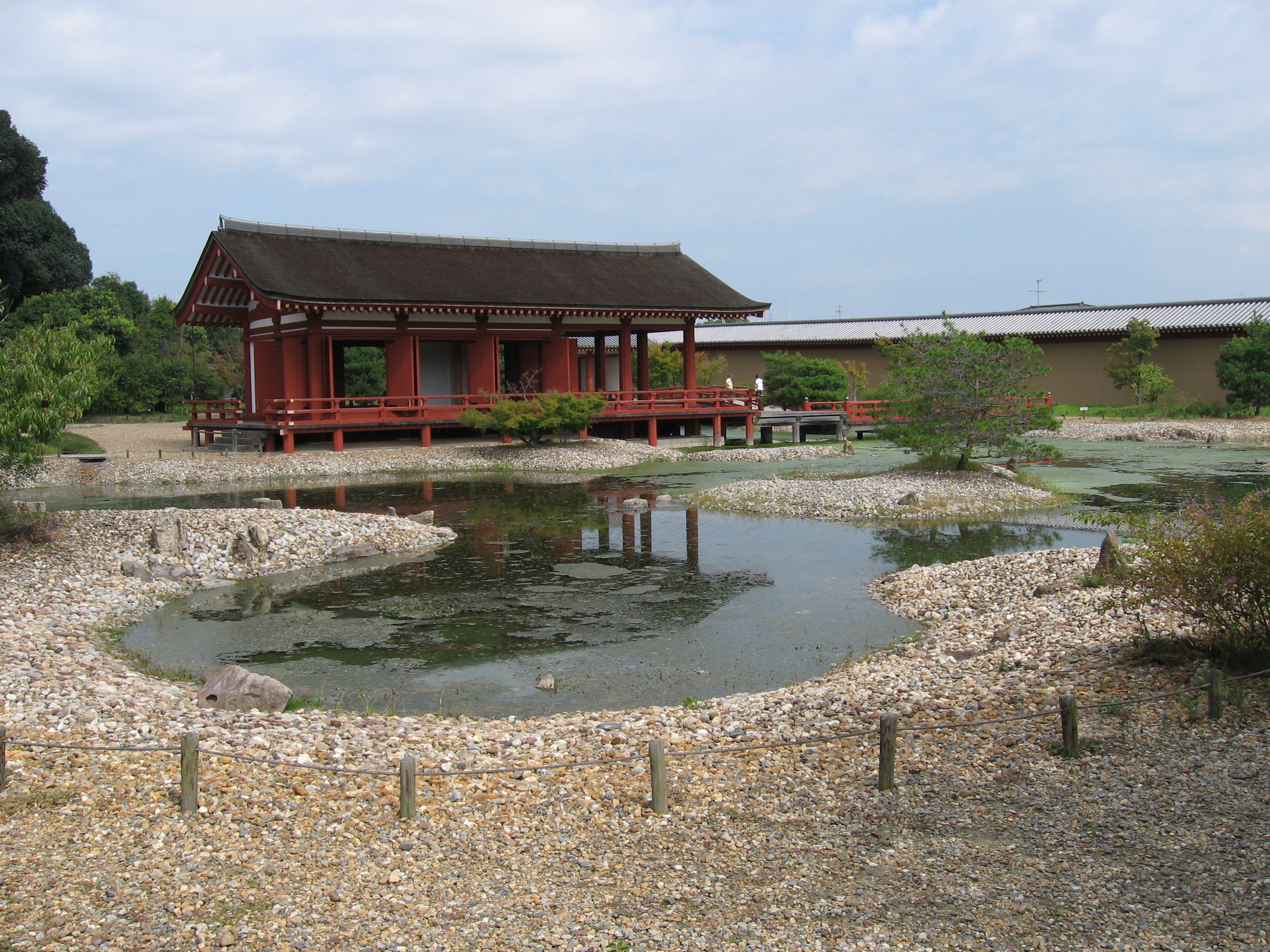
東院庭園

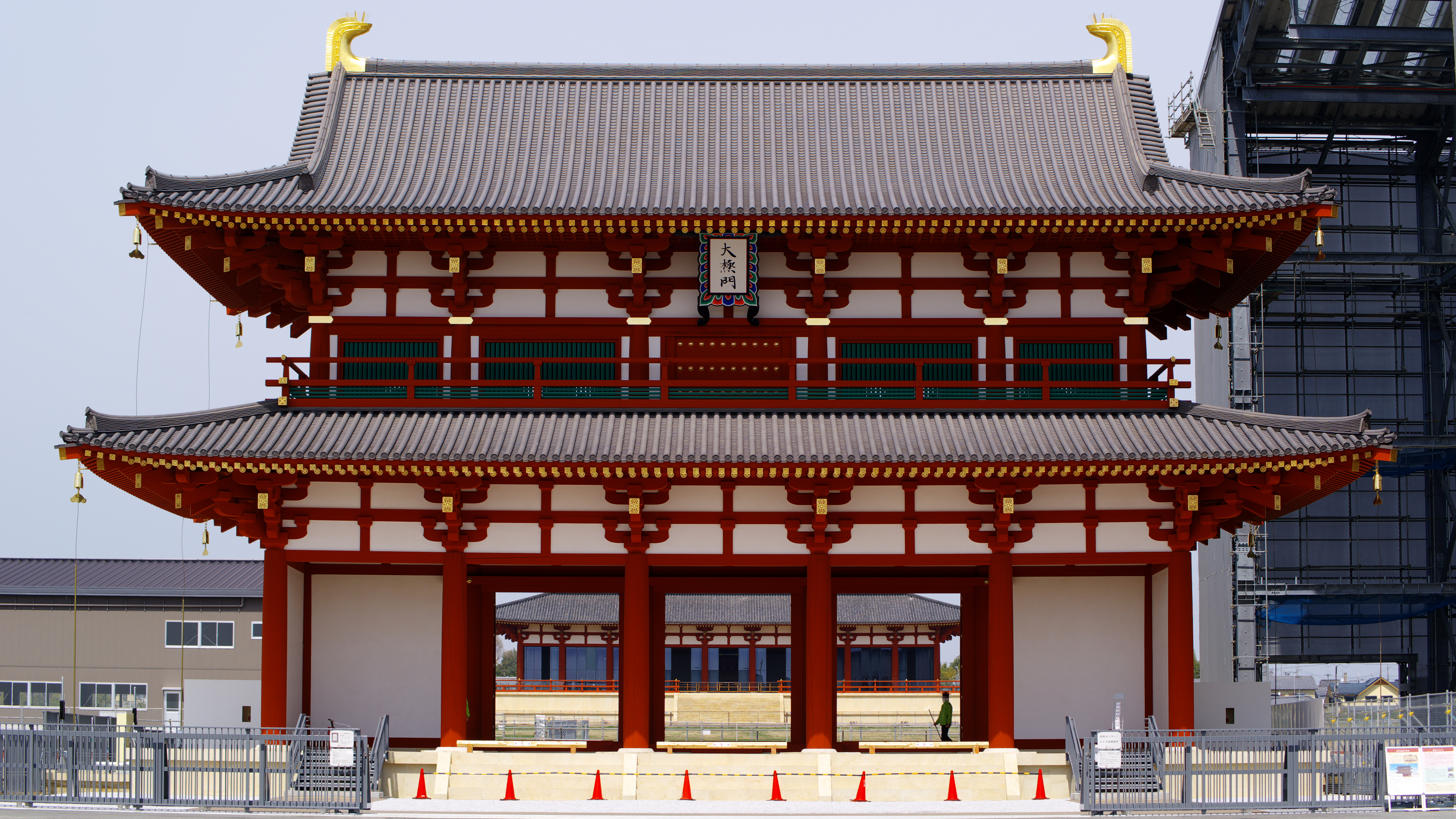
第一次大極殿院南門(木造復元)

平城宮跡の区域は2008年（平成20年）度に事業化が決まると、仮称「国営飛鳥・平城宮跡歴史公園」に含まれることとなった。開園後、公園中心部の第1次大極殿より南側の第1次朝堂院及び同南面広場を経て、南北に貫く通りに沿って朱雀門の面する二条大路と門外の朱雀大路まで整備を進めている。2018年3月24日から朱雀大路を挟んで向かい合う国営施設と県営施設の供用を開始。合わせて親しみやすいように国営公園の通常の名称「国営平城宮跡歴史公園」に代わって、「平城宮跡歴史公園」と呼んでいる。
平城宮のメインストリートである朱雀大路と二条大路を復元、往時の広大さがわかる空間を設けてあり、東側に配した平城宮跡展示館では、奈良時代の生活文化の紹介など学習の機会を設けてある。また平城宮の正門であり、奈良時代にも都を訪れる人たちを迎えた・朱雀門に臨むことから、西側に奈良県が公共交通機関の発着所や食事・土産物販売などのサービス機能を集約している。
中央部
- 第1次大極殿 - 2010年木造復元完了。奈良時代の宮殿の姿あるいは建築技術、行われた儀式などを体験的に理解する[30]。

- 第1次朝堂院[28]

- 第1次朝堂院 南面広場[28]

- 朱雀門 - 1998年木造復元完了。平城宮の正門[30][28]。
- 二条大路[28]

- 朱雀大路[28]
  - 棚田嘉十郎銅像
- 大極門[31] −  2022年木造復元完了
- 東楼 − 2025年秋木造復元完了予定。730年頃に増築。続日本記では東楼・西楼を南楼と言う。
- 西楼 - 2025年秋着工予定。730年頃に増築。続日本記では東楼・西楼を南楼と言う。[32]
- 平城宮いざない館 - 平城宮跡展示館（国営）。平城宮の往時の姿や生活文化を映像や出土品、建造物の大型模型から体験する[28]。公園管理センターを兼ねる。
- 朱雀門ひろば[28]
  - 天平うまし館 - 飲食・交流施設（県営）
  - 天平つどい館 - 団体集合施設（県営）
  - 天平みつき館 - 観光案内・物販施設（県営）
  - 天平みはらし館 - 休憩、宮跡展望施設（県営）

東側
- 北方官衙[28]
- 内裏[28]
- 第2次大極殿 - 奈良時代後半の平城宮の中心施設。基壇を復元。特別史跡平城宮跡を見渡す眺望が優れている[30]。
- 第2次朝堂院[28]
- 朝集殿院[28]
- 遺構展示館 - 発掘された遺跡の上に建てられており、見学できる。奈良時代の平城宮の官衙建物の遺構をそのまま公開。平城宮跡の遺構や遺構から推定される奈良時代の建築を体験[30]。
- 宮内省 - 建物群、築地が木造復元されている。遺構展示館の南西にあり、平城宮跡の遺構や遺構から推定される奈良時代建築を体験[30]。
- 兵部省 - 基壇・礎石が復元されている。

- 式部省 - 同上。

- 東院庭園 - 平城宮の宴遊施設。庭園遺構が修復整備され、正殿、橋、門などが木造復元されている。国の特別名勝。奈良時代の宮廷の儀式や生活を体験する[30]。

西側
- 湿地環境の保護区域
- 考古資料の研究・保管施設
- 広場[28]

過去の施設
- 平城宮跡休憩展望施設（旧平城京歴史館） - 平城京歴史館は平城遷都1300年祭平城宮跡会場オープンと同時に開館し閉幕と同時に休館したが、2011年4月23日より再開。2016年6月30日に閉館[33]。
- 平城宮跡資料館 - 全体模型、大極殿院模型など。

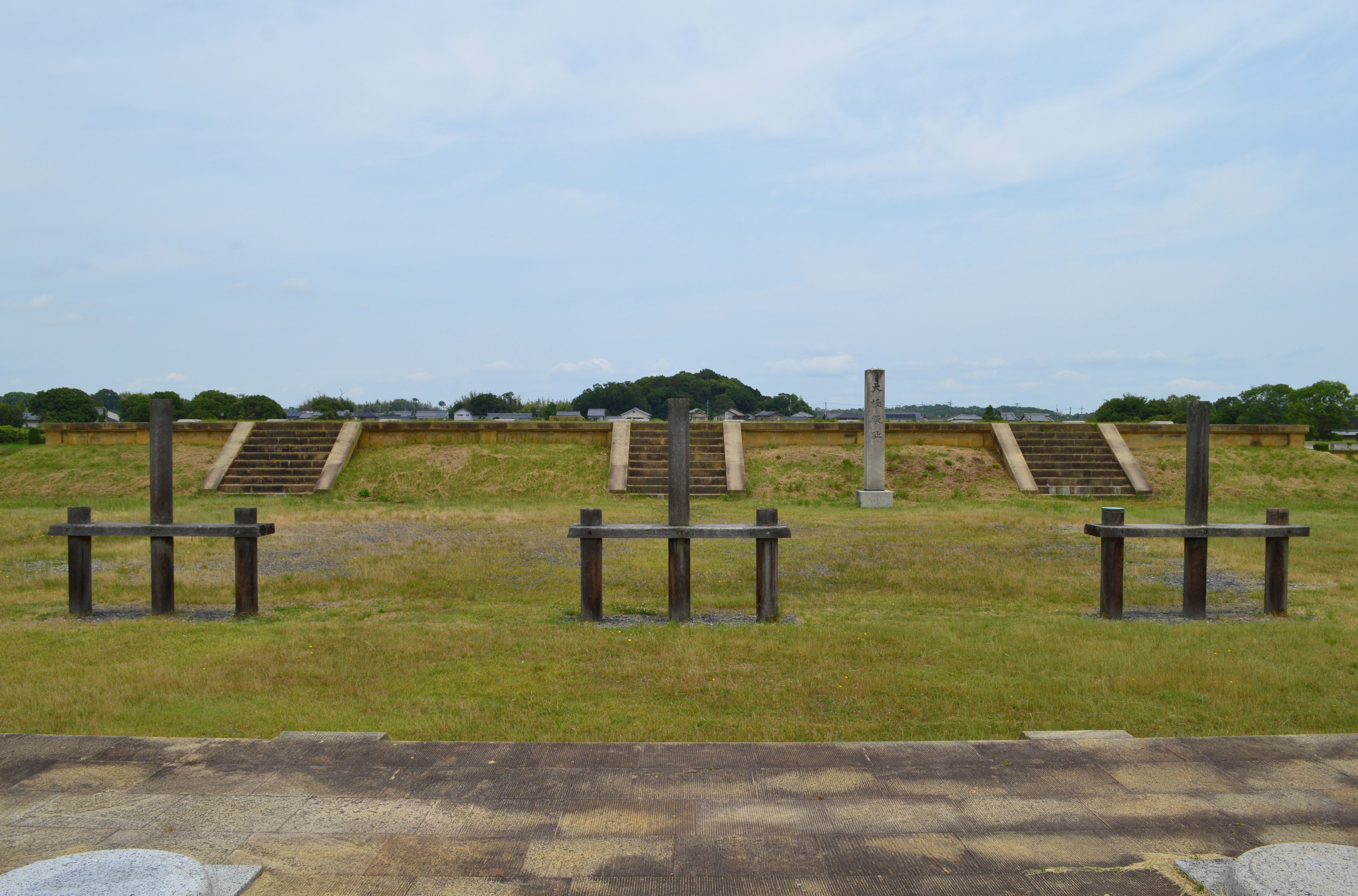
第2次大極殿跡
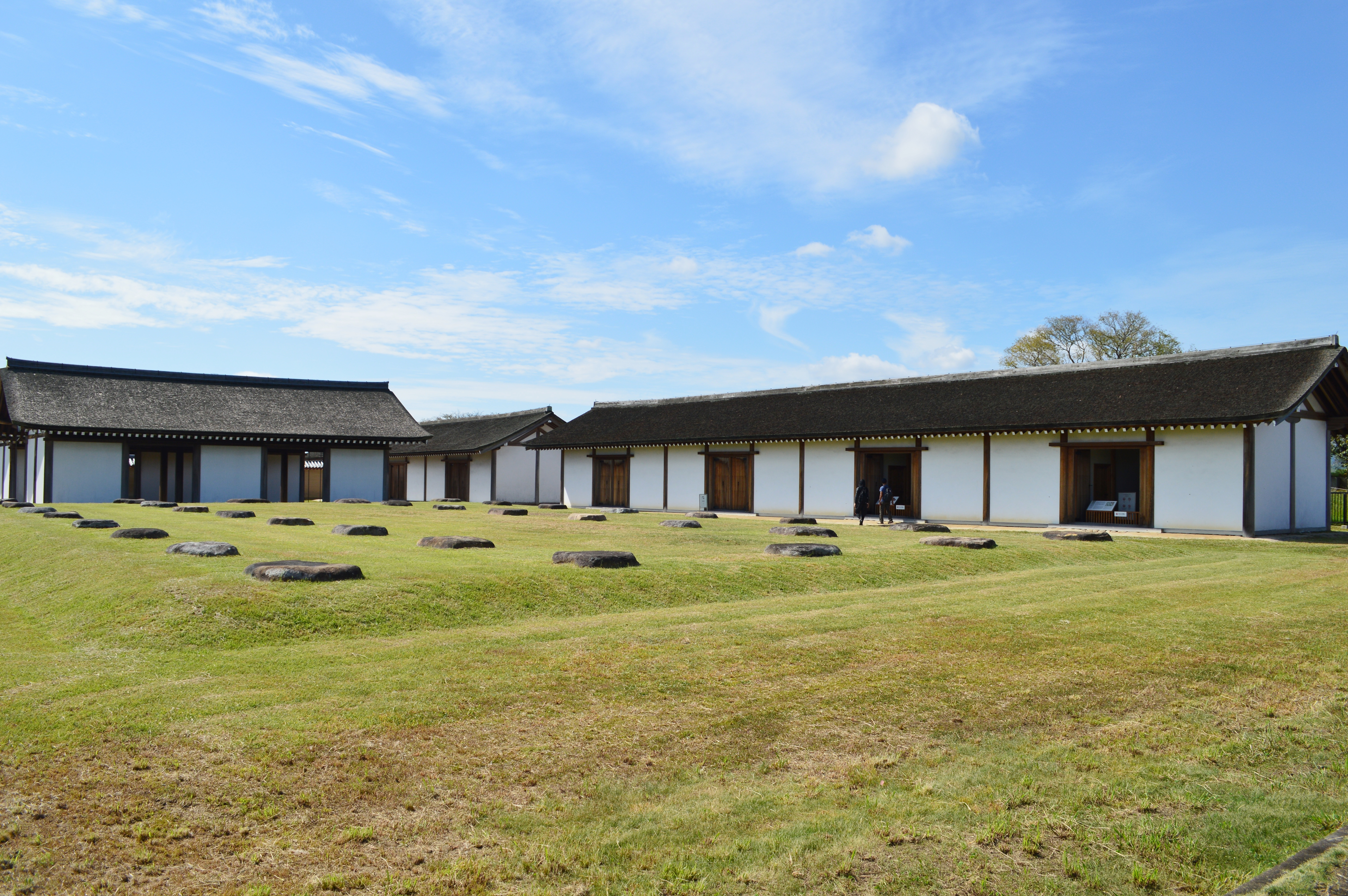
宮内省跡（一部復元）
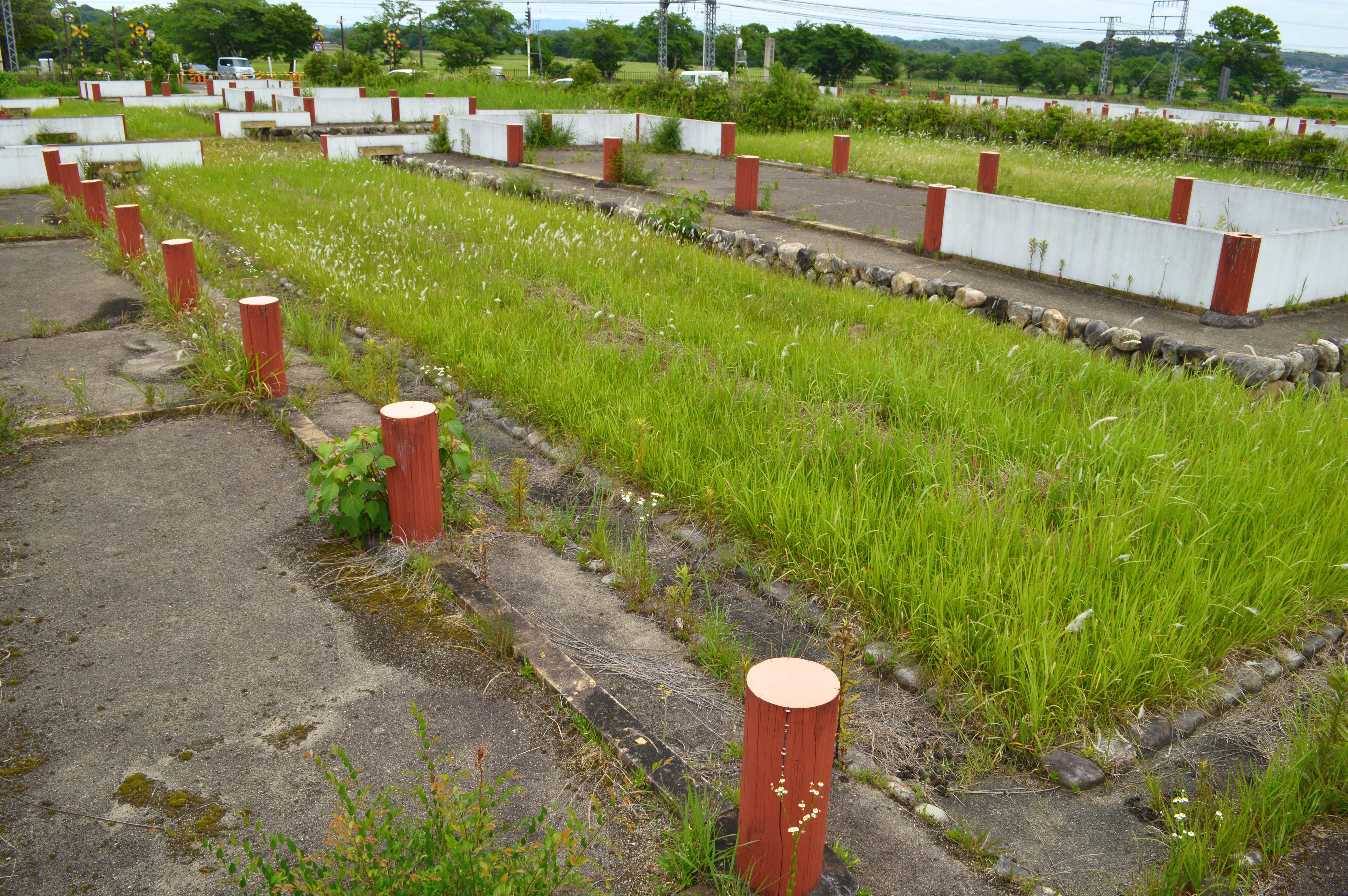
兵部省跡